# Termometro a ranocchietta

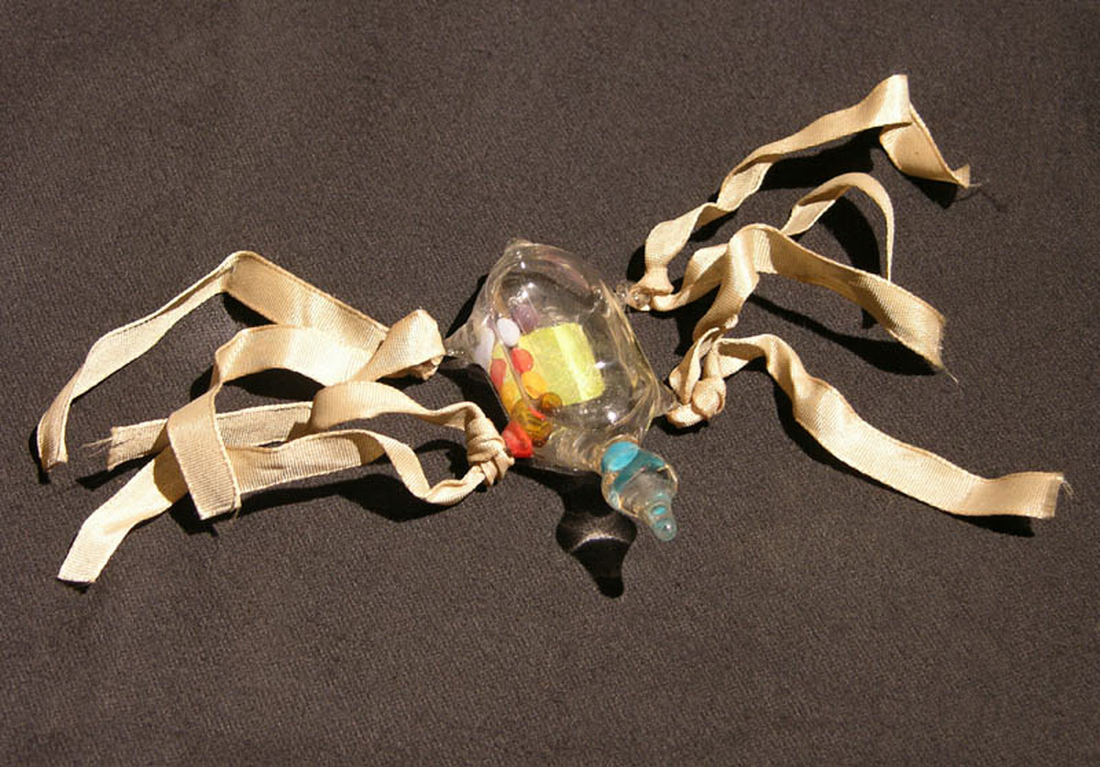
Termometro a ranocchietta, Museo Galileo, Firenze.

Il termometro a ranocchietta è un tipo di termometro a liquido.

## Descrizione
Il termometro "a ranocchietta" o - come lo definivano gli accademici del Cimento - "a botticino" contiene palline di vetro di diversa densità immerse nell'acquarzente. Veniva impiegato come termometro clinico, legato al polso o al braccio del paziente con la testa della ranocchietta rivolta verso l'alto. Le variazioni della temperatura corporea venivano rilevate attraverso il movimento delle palline. Infatti, l'aumento della temperatura provoca l'aumento del volume dell'acquarzente, che viene evidenziato dal movimento successivo delle palline (prima le meno dense, poi le più dense). Dato che il movimento delle palline era lentissimo, questo termometro veniva definito "infingardo", cioè pigro, lento. L'invenzione di questo tipo di termometro viene attribuita al granduca Ferdinando II de' Medici.